# Positive Vibrations
Positive Vibrations är ett musikalbum av bluesrockgruppen Ten Years After, utgivet 1974.

## Låtlista
Alla låtar är skrivna av Alvin Lee om inget annat anges.

### Sida A
1. "Nowhere to Run" – 3:58
2. "Positive Vibrations" – 4:14
3. "Stone Me" – 4:53
4. "Without You" – 3:57
5. "Going Back to Birmingham" (Richard Penniman) – 2:36

### Sida B
1. "It's Getting Harder" – 4:22
2. "You're Driving Me Crazy" – 2:23
3. "Look into My Life" – 4:14
4. "Look Me Straight into the Eyes" – 6:18
5. "I Wanted to Boogie" – 3:33

## Medverkande
- Alvin Lee — sång, gitarr, munspel
- Leo Lyons — bas
- Ric Lee — percussion, trummor, bakgrundssång ("Without You")
- Chick Churchill — piano, elpiano, klavinett, moog

Andra medverkande:
- Harold Burgon — bakgrundssång ("Without You")